# Slowakische Badmintonmeisterschaft 2010
Die Slowakische Badmintonmeisterschaft 2010 war die 18. Auflage der Titelkämpfe im Badminton in der Slowakei. Sie fand vom 1. bis zum 2. Mai 2010 in Bratislava statt.

## Medaillengewinner
| Disziplin    | Gold                                                              | Silber                                                            | Bronze                                                                  |
| ------------ | ----------------------------------------------------------------- | ----------------------------------------------------------------- | ----------------------------------------------------------------------- |
| Herreneinzel | Michal Matejka (M-Šport Trenčín)                                  | Jarolím Vícen (Spoje Bratislava)                                  | Marián Šulko (Spoje Bratislava)                                         |
| Herreneinzel | Michal Matejka (M-Šport Trenčín)                                  | Jarolím Vícen (Spoje Bratislava)                                  | Vladimír Závada (BC Prešov)                                             |
| Dameneinzel  | Ivana Kubíková (BC Prešov)                                        | Zuzana Orlovská (BC Prešov)                                       | Monika Fašungová (CEVA Trenčín)                                         |
| Dameneinzel  | Ivana Kubíková (BC Prešov)                                        | Zuzana Orlovská (BC Prešov)                                       | Kvetoslava Sopková (BC Prešov)                                          |
| Herrendoppel | Pavel Mečár (Slávia ŽU Žilina) Marián Šulko (Spoje Bratislava)    | Michal Matejka (M-Šport Trenčín) Matej Hliničan (M-Šport Trenčín) | Jarolím Vícen (Spoje Bratislava) Matej Jánošík (ŠK BENNI Nitra)         |
| Herrendoppel | Pavel Mečár (Slávia ŽU Žilina) Marián Šulko (Spoje Bratislava)    | Michal Matejka (M-Šport Trenčín) Matej Hliničan (M-Šport Trenčín) | Martin Bočák (BK MI Trenčín) Milan Ludík (BK MI Trenčín)                |
| Damendoppel  | Zuzana Orlovská (BC Prešov) Barbora Bobrovská (Lokomotíva Košice) | Ivana Kubíková (BC Prešov) Júlia Turzáková (Lokomotíva Košice)    | Gabriela Štefániková (Spoje Bratislava) Monika Fašungová (CEVA Trenčín) |
| Damendoppel  | Zuzana Orlovská (BC Prešov) Barbora Bobrovská (Lokomotíva Košice) | Ivana Kubíková (BC Prešov) Júlia Turzáková (Lokomotíva Košice)    | Jana Čižnárová (M-Šport Trenčín) Katarína Jargašová (M-Šport Trenčín)   |
| Mixed        | Vladimír Závada (BC Prešov) Zuzana Orlovská (BC Prešov)           | Martin Bočák (BK MI Trenčín) Jana Matečná (BK MI Trenčín)         | Milan Ludík (BK MI Trenčín) Alexandra Škultétyová (BK MI Trenčín)       |
| Mixed        | Vladimír Závada (BC Prešov) Zuzana Orlovská (BC Prešov)           | Martin Bočák (BK MI Trenčín) Jana Matečná (BK MI Trenčín)         | Juraj Pagáč (BK MI Trenčín) Radka Halušicová (BK MI Trenčín)            |